# Paesi Bassi ai XXIII Giochi olimpici invernali
I Paesi Bassi hanno partecipato ai XXIII Giochi olimpici invernali, che si sono svolti dal 9 al 28 febbraio 2018 a PyeongChang in Corea del Sud, con una delegazione composta da 34 atleti. Portabandiera della squadra nel corso della cerimonia di apertura è stato il pattinatore di velocità Jan Smeekens.

## Medaglie
| Riepilogo quotidiano | Riepilogo quotidiano | Riepilogo quotidiano | Riepilogo quotidiano | Riepilogo quotidiano | Riepilogo quotidiano |
| -------------------- | -------------------- | -------------------- | -------------------- | -------------------- | -------------------- |
| Giorno               | Data                 |                      |                      |                      | Totale               |
| 1º                   | 10                   | 1                    | 2                    | 1                    | 4                    |
| 2º                   | 11                   | 1                    | 0                    | 0                    | 1                    |
| 3º                   | 12                   | 1                    | 0                    | 1                    | 2                    |
| 4º                   | 13                   | 1                    | 2                    | 0                    | 3                    |
| 5º                   | 14                   | 1                    | 0                    | 0                    | 1                    |
| 6º                   | 15                   | 0                    | 1                    | 0                    | 1                    |
| 7º                   | 16                   | 1                    | 0                    | 0                    | 1                    |
| 8º                   | 17                   | 0                    | 0                    | 0                    | 0                    |
| 9º                   | 18                   | 0                    | 0                    | 0                    | 0                    |
| 10º                  | 19                   | 0                    | 0                    | 0                    | 0                    |
| 11º                  | 20                   | 0                    | 0                    | 1                    | 1                    |
| 12º                  | 21                   | 0                    | 1                    | 1                    | 2                    |
| 13º                  | 22                   | 1                    | 0                    | 0                    | 1                    |
| 14º                  | 23                   | 1                    | 0                    | 0                    | 1                    |
| 15º                  | 24                   | 0                    | 0                    | 2                    | 2                    |
| 16º                  | 25                   | 0                    | 0                    | 0                    | 0                    |
| Totale               | Totale               | 8                    | 6                    | 6                    | 20                   |

### Medagliere per discipline
| Sport                   | Oro | Argento | Bronzo | Totale |
| ----------------------- | --- | ------- | ------ | ------ |
| Pattinaggio di velocità | 7   | 4       | 5      | 16     |
| Short track             | 1   | 2       | 1      | 4      |
| Totale                  | 8   | 6       | 6      | 20     |

### Medaglie d'oro
| Medaglia | Nome                | Sport                   | Evento           |
| -------- | ------------------- | ----------------------- | ---------------- |
| Oro      | Ireen Wüst          | Pattinaggio di velocità | 1500 m femminile |
| Oro      | Carlijn Achtereekte | Pattinaggio di velocità | 3000 m femminile |
| Oro      | Sven Kramer         | Pattinaggio di velocità | 5000 m maschile  |
| Oro      | Kjeld Nuis          | Pattinaggio di velocità | 1500 m maschile  |
| Oro      | Jorien ter Mors     | Pattinaggio di velocità | 1000 m femminile |
| Oro      | Esmee Visser        | Pattinaggio di velocità | 5000 m femminile |
| Oro      | Suzanne Schulting   | Short track             | 1000 m femminile |
| Oro      | Kjeld Nuis          | Pattinaggio di velocità | 1000 m maschile  |

### Medaglie d'argento
| Medaglia | Nome                                                         | Sport                   | Evento                           |
| -------- | ------------------------------------------------------------ | ----------------------- | -------------------------------- |
| Argento  | Ireen Wüst                                                   | Pattinaggio di velocità | 3000 m femminile                 |
| Argento  | Sjinkie Knegt                                                | Short track             | 1500 m maschile                  |
| Argento  | Patrick Roest                                                | Pattinaggio di velocità | 1500 m maschile                  |
| Argento  | Yara van Kerkhof                                             | Short track             | 500 m femminile                  |
| Argento  | Jorrit Bergsma                                               | Pattinaggio di velocità | 10000 m maschile                 |
| Argento  | Marrit Leenstra Ireen Wüst Antoinette de Jong Lotte van Beek | Pattinaggio di velocità | Inseguimento a squadre femminile |

### Medaglie di bronzo
| Medaglia | Nome                                                                | Sport                   | Evento                          |
| -------- | ------------------------------------------------------------------- | ----------------------- | ------------------------------- |
| Bronzo   | Marrit Leenstra                                                     | Pattinaggio di velocità | 1500 m femminile                |
| Bronzo   | Antoinette de Jong                                                  | Pattinaggio di velocità | 3000 m femminile                |
| Bronzo   | Suzanne Schulting Yara van Kerkhof Lara van Ruijven Jorien ter Mors | Short track             | 3000 m staffetta femminile      |
| Bronzo   | Patrick Roest Sven Kramer Jan Blokhuijsen                           | Pattinaggio di velocità | Inseguimento a squadre maschile |
| Bronzo   | Irene Schouten                                                      | Pattinaggio di velocità | Mass start femminile            |
| Bronzo   | Koen Verweij                                                        | Pattinaggio di velocità | Mass start maschile             |

## Pattinaggio di velocità
| Gara   | Atleta                 | Tempo      | Tempo      | Tempo      | Posizione |
| ------ | ---------------------- | ---------- | ---------- | ---------- | --------- |
| 1000 m | Jorien ter Mors        | 1'13"56 TR | 1'13"56 TR | 1'13"56 TR |           |
| 1000 m | Marrit Leenstra        | 1'14"85    | 1'14"85    | 1'14"85    | 6ª        |
| 1000 m | Ireen Wüst             | 1'15"32    | 1'15"32    | 1'15"32    | 9ª        |
| 1500 m | Marrit Leenstra        | 1'55"26    | 1'55"26    | 1'55"26    |           |
| 1500 m | Lotte van Beek         | 1'55"27    | 1'55"27    | 1'55"27    | 4ª        |
| 1500 m | Ireen Wüst             | 1'54"35    | 1'54"35    | 1'54"35    |           |
| 3000 m | Carlijn Achtereekte    | 3'59"21    | 3'59"21    | 3'59"21    |           |
| 3000 m | Antoinette de Jong     | 4'00"02    | 4'00"02    | 4'00"02    |           |
| 3000 m | Ireen Wüst             | 3'59"29    | 3'59"29    | 3'59"29    |           |
| 5000 m | Esmee Visser           | 6'54"17 TR | 6'54"17 TR | 6'54"17 TR |           |
| 5000 m | Annouk van der Weijden | 7'16"68    | 7'16"68    | 7'16"68    | 4ª        |

| Gara    | Atleta          | Tempo      | Tempo      | Tempo      | Posizione |
| ------- | --------------- | ---------- | ---------- | ---------- | --------- |
| 1500 m  | Kjeld Nuis      | 1'44"01 TR | 1'44"01 TR | 1'44"01 TR |           |
| 1500 m  | Patrick Roest   | 1'44"86    | 1'44"86    | 1'44"86    |           |
| 1500 m  | Koen Verweij    | 1'46"26    | 1'46"26    | 1'46"26    | 11º       |
| 5000 m  | Jan Blokhuijsen | 6'14"75    | 6'14"75    | 6'14"75    | 7º        |
| 5000 m  | Sven Kramer     | 6'09"76    | 6'09"76    | 6'09"76    |           |
| 5000 m  | Bob de Vries    | 6'22"26    | 6'22"26    | 6'22"26    | 15º       |
| 10000 m | Jorrit Bergsma  | 12'41"98   | 12'41"98   | 12'41"98   |           |
| 10000 m | Sven Kramer     | 13'01"02   | 13'01"02   | 13'01"02   | 6º        |

## Short track
I Paesi Bassi hanno qualificato nello short track un totale di dieci atleti, cinque per genere.

### Uomini
| Gara             | Atleta                                                    | Batterie | Batterie  | Quarti di finale | Quarti di finale | Semifinali      | Semifinali      | Finale          | Finale          |                 |                 |
| Gara             | Atleta                                                    | Tempo    | Posizione | Tempo            | Posizione        | Tempo           | Posizione       | Tempo           | Posizione       |                 |                 |
| ---------------- | --------------------------------------------------------- | -------- | --------- | ---------------- | ---------------- | --------------- | --------------- | --------------- | --------------- | --------------- | --------------- |
| 500 m            | Daan Breeuwsma                                            | 40"806   | 2º Q      | 40"677           | 2º Q             | 40"775          | 4º FB           | 40"835          | 7º              |                 |                 |
| 500 m            | Dylan Hoogerwerf                                          | 40"657   | 2º Q      | 41"007           | 3º               | Non qualificato | Non qualificato | Non qualificato | Non qualificato |                 |                 |
| 500 m            | Sjinkie Knegt                                             | PEN      | PEN       | Non qualificato  | Non qualificato  | Non qualificato | Non qualificato | Non qualificato | Non qualificato |                 |                 |
| 1000 m           | Daan Breeuwsma                                            | 1'24"429 | 4º        | Non qualificato  | Non qualificato  | Non qualificato | Non qualificato | Non qualificato | Non qualificato |                 |                 |
| 1000 m           | Sjinkie Knegt                                             | 1'23"823 | 1º Q      | PEN              | PEN              | Non qualificato | Non qualificato | Non qualificato | Non qualificato |                 |                 |
| 1000 m           | Itzhak de Laat                                            | 1'24"639 | 1º Q      | 1'24"423         | 3º               | Non qualificato | Non qualificato | Non qualificato | Non qualificato | Non qualificato | Non qualificato |
| 1500 m           | Itzhak de Laat                                            | 2'15"691 | 2º Q      | N.D.             | N.D.             | 2'11"781        | 3º Q            | 2'12"362        | 6º              |                 |                 |
| 1500 m           | Sjinkie Knegt                                             | 2'15"949 | 3º Q      | N.D.             | N.D.             | 2'11"900        | 1º Q            | 2'10"555        |                 |                 |                 |
| 5000 m staffetta | Daan Breeuwsma Sjinkie Knegt Itzhak de Laat Dennis Visser | N.D.     | N.D.      | N.D.             | N.D.             | PEN             | PEN             | Non qualificati | Non qualificati |                 |                 |

### Donne
| Gara             | Atleta                                                              | Batterie | Batterie  | Quarti di finale | Quarti di finale | Semifinali      | Semifinali      | Finale          | Finale          |
| Gara             | Atleta                                                              | Tempo    | Posizione | Tempo            | Posizione        | Tempo           | Posizione       | Tempo           | Posizione       |
| ---------------- | ------------------------------------------------------------------- | -------- | --------- | ---------------- | ---------------- | --------------- | --------------- | --------------- | --------------- |
| 500 m            | Suzanne Schulting                                                   | DNF      | DNF       | Non qualificata  | Non qualificata  | Non qualificata | Non qualificata | Non qualificata | 30ª             |
| 500 m            | Yara van Kerkhof                                                    | 43"430   | 2ª Q      | 43"197           | 2ª Q             | 43"182          | 1ª Q            | 43"256          |                 |
| 500 m            | Lara van Ruijven                                                    | 43"771   | 3ª        | Non qualificata  | Non qualificata  | Non qualificata | Non qualificata | Non qualificata | 20ª             |
| 1000 m           | Yara van Kerkhof                                                    | 1'43"364 | 2ª Q      | 1'29"670         | 4ª               | Non qualificata | Non qualificata | Non qualificata | Non qualificata |
| 1000 m           | Lara van Ruijven                                                    | 1'30"896 | 1ª Q      | 1'31"754         | 4ª               | Non qualificata | Non qualificata | Non qualificata | Non qualificata |
| 1000 m           | Suzanne Schulting                                                   | 1'29"519 | 1ª Q      | 1'29"377         | 2ª Q             | 1'30"949        | 1ª FA           | 1'29"778        |                 |
| 1500 m           | Jorien ter Mors                                                     | 2'28"587 | 2ª Q      | N.D.             | N.D.             | 2'34"385        | 1ª FA           | 2'25"955        | 5ª              |
| 1500 m           | Suzanne Schulting                                                   | 2'27"730 | 1ª Q      | N.D.             | N.D.             | 2'34"632        | 4ª FB           | 2'37"163        | 10ª             |
| 3000 m staffetta | Suzanne Schulting Yara van Kerkhof Lara van Ruijven Jorien ter Mors | N.D.     | N.D.      | N.D.             | N.D.             | 4'05"977        | 3ª FB           | 4'03"471        |                 |

## Skeleton
I Paesi Bassi avevano qualificato nello skeleton due atlete nel singolo femminile, tuttavia rinunciarono a una quota di partecipazione, che venne poi riassegnata alla Svizzera.
| Gara              | Atleta        | 1ª manche | 2ª manche | 3ª manche | 4ª manche | Totale  | Posizione |
| ----------------- | ------------- | --------- | --------- | --------- | --------- | ------- | --------- |
| Singolo femminile | Kimberley Bos | 52"33     | 52"26     | 51"99     | 52"01     | 3'28"59 | 8ª        |